# Shin'onsen
Shin'onsen (新温泉町, Shin'onsen-chō) est un bourg du district de Mikata, dans la préfecture de Hyōgo, au Japon.

## Géographie

### Démographie
Au 1er octobre 2014, la population de Shin'onsen s'élevait à 14 902 habitants répartis sur une superficie de 241 km2.

## Histoire
La création de Shin'onsen date de 2005. Elle résulte de la fusion des anciens bourgs d'Onsen et Hamasaka.

## Patrimoine culturel
Antai-ji est un temple bouddhiste de l'école Sōtō du zen. Il occupe 50 hectares dans les montagnes, près du parc national de San'inkaigan. Inaccessible en hiver, il accueille les visiteurs pendant les mois d'été.